# Варлыгино (Вологодская область)
Варлыгино — деревня в Устюженском районе Вологодской области.
Входит в состав Устюженского сельского поселения (с 1 января 2006 года по 9 апреля 2009 года входила в Перское сельское поселение), с точки зрения административно-территориального деления — в Перский сельсовет.
Расстояние по автодороге до районного центра Устюжны — 32 км. Ближайшие населённые пункты — Антоново, Никитино, Шаркино.
По переписи 2002 года население — 33 человека (14 мужчин, 19 женщин). Всё население — русские.
В деревне расположен памятник архитектуры изба Соколова.